# Богданович Олександр Вікторович
Олександр Вікторович Богданович  (біл. Аляксандр Багдановіч, 29 квітня 1982) — білоруський веслувальник, олімпійський чемпіон.

## Виступи на Олімпіадах
| Олімпіада   | Дисципліна                | Місце    |
| ----------- | ------------------------- | -------- |
| Афіни 2004  | каное-двійка, 500 метрів  | 6        |
| Афіни 2004  | каное-двійка, 1000 метрів | 4 h1r2/3 |
| Пекін 2008  | каное-двійка, 500 метрів  | 4        |
| Пекін 2008  | каное-двійка, 1000 метрів | 1        |
| Лондон 2012 | каное-двійка, 1000 метрів | 2        |